# Lipps Inc.
Lipps Inc. (МФА: [ˈlɪpsɪŋk], рус. Липпc Инк; игра слов от липсинк) — американская диско-группа. Всемирно известна благодаря хиту «Funkytown».

## История
К 15 годам родившийся в Миннеаполисе Стивен Гринберг перебивался как рок-ударник, а в 20 лет он написал и выпустил свою первую запись. Он отправился в Калифорнию в поисках крупной сделки в деле звукозаписи, где осознал, что оказался не совсем готовым для этого. Вернувшись домой, он отбрыкивался от попыток втянуть его в семейный бизнес. Вместо этого он посвятил последующие 8 лет (1970—1978) оттачиванию своих музыкальных навыков в местной группе, выступая в составе дуэта «Atlas and Greenberg». В этот период, по мере того, как развивалась музыка диско, он раскрутил концертную компанию штата и выступил партнёром в одной продюсерской компании, которая за год обанкротилась.
К 1979 году он оказался готовым ещё раз попытать себя в деле звукозаписи. В то лето Гринберг подыскивал себе вокалистку, чтобы она стала лицом группы. Синтия Джонсон, 24-летняя секретарша полицейского управления, узнала, что Стивен прослушивал певиц. Сама она пела по выходным в сопровождении оркестра «Flyt time», но стремилась испытать себя в чём-нибудь новом.
Девочкой Синтия пела в церкви «The Mount Olivet Baptist Church» и в 8 лет взяла в руки саксофон, когда у её учительницы не было «девочек-инструменталистов», которые обычно ей подыгрывали. Искусство саксофониста помогло ей завоевать звание «Miss Black Minnesota U.S.A.» в 1976 году.
Гринбергу понравился её голос и он записал с ней показательный ролик. Он написал музыку и исполнил её на всех музыкальных инструментах (исключая бас) в композиции «Rock It», затем отпечатал 500 копий для распространения в пределах Миннеаполиса . Благодаря этой саморекламе песня заняла верхнюю позицию в таблице популярности местной радиостанции KFMX. Стивен, польщённый своим местным успехом, принялся продавать свою песню среди компаний звукозаписи, подыскивая сделку для группы, уже получившей название «Lipps, Inc.»
После поступивших отказов от всех ведущих фирм, а также и от ряда более мелких звукозаписывающих компаний, интерес к демонстрационному ролику Гринберга выразил лишь Брюс Бёрд из фирмы Casablanca Records. «Брюс всех пригласил к себе, начиная от секретарш и кончая вице-президентами, — вспоминает Стивен, — и они все набились в этот тесный офис и танцуют. Стою я в углу, с меня пот ручьем, и думаю: вот это то, о чём я мечтал всю мою жизнь». Получив печать апробации, Lipps, Inc. подписали эксклюзивный контракт с фирмой «Casablanca Records». Компания выпустила исключительно пробный 12-дюймовый сингл «Rock It».
Со своим успехом Стивен быстро начал работать над своими материалами для выпуска альбома. Были написаны и записаны три новых песни для включения в их дебютный альбом. Альбом «Mouth To Mouth» появился осенью 1979 года. Продажи оказались хорошими, прежде всего благодаря успеху «Rock It», и после этого лейбл Casablanca Records выпустил второй исключительно пробный 12-дюймовый сингл.
Когда «Funkytown» получила старт в клубах, то она спонтанно была включена в радиовещательные списки по всей Америке. Она вошла в сотню хитов под номером 89 на 29 марта 1980 года, и на протяжении 9 недель эта песня удерживалась в верхней части таблиц популярности. Наконец, когда эта песня заняла первое место 31 мая 1980 года, она получила четырёхнедельное царство. Заменив песню Blondie «Call Me», эта песня вытеснила «Coming Up» Пола Маккартни. Этот рывок популярности не только принес Lipps, Inc. сертифицированный платиновый альбом, но и место на выставке «The Rock & Roll Hall Of Fame`s One-Hit Wonder». Песня оказалась настолько популярна, что её начали использовать в коммерческих рекламных роликах.
Для их последующего альбома Стивен снова принялся писать три собственных песни — одну песню со Скотом Джонсом, другую — со своим прежним партнёром Сэнди Атлас. Взявшись за дело поэта, Стивену он вспомнил свою любимую песню пятилетней давности и решил включить и её. Когда альбом «Pucker Up» был выпущен в начале 1980 года, то ожидания были высокими, особенно учитывая тот факт, что их прежний труд принес платину. Первый выпуск 12-дюймовых синглов был единственным монтажом альбома, не принадлежащим Гринбергу. Песня «How Long» — прежний хит номер три, принесший успех своему создателю Paul Carrack и его группе «Ace» в 1975 году, вырвалась в первую десятку в таблицах популярности по всей стране. Последовавший за этим 12-дюймовый сингл «The Gossip Song» был воспринят более сдержанно, даже включение в альбом песни «How Long» не помогло распродажам.
Повторение судьбы случилось и с выпуском альбома «Designer Music» в 1981 году. Первый 12-дюймовый сингл «Hold Me Down» получил признание и на радио, и на танцплощадках. А вот их второй 12-дюймовый сингл «Designer Music» явился аномалией на то время. Для следующего альбома группы вокальные партии были исполнены певицами Мелани Розалес и Маргарет Кокс.
Выпуск в 1983 году издания «Four» оказался последним альбомом для группы. Выпуск двух 12-дюймовых синглов («Addicted To The Night» и «Choir Practice») из этого альбома оказались наилучшими из всех изданий и оба получили признание критиков и танцевальных площадок.
Последней работой группы является их 12-дюймовый сингл 1985 года «Does Anybody Know Me», который был записан фирмой Minneapolis Twin Tone Records.
В 1999 году Стивен Гринберг совершил турне по колледжам, занимаясь продвижением фильма под названием «Funkytown», над которым работал с 1995 по 1999 годы.

## Дискография

### Студийные альбомы
- 1979 — Mouth to Mouth
- 1980 — Pucker Up
- 1981 — Designer Music

- 1983 — 4

### Сборники
- 1992 — Funkyworld: The Best of Lipps, Inc.
- 2003 — Funkytown

### Синглы
- 1979 — «Rock It»
- 1980 — «Funkytown»; «How Long»
- 1981 — «Hold Me Down»
- 1983 — «Addicted to the Night»
- 1985 — «Does Anybody Know Me» / «Hit The Deck»

## Интересные факты
- В анимационном фильме «Миньоны: Грювитация» звучит отрывок из песни Funkytown.
- В анимационном фильме «Шрек 2» звучит песня «Funkytown»[2].
- В сериале Skins («Молокососы») песня «Funkytown» звучит в 9 серии второго сезона.
- В сериале «Малкольм в центре внимания» песня «Funkytown» звучит в 13-м эпизоде 1-го сезона.
- В мультсериале «Южный парк» (5 сезон, 8 серия) при входе на военную базу Полотенчик пытается вспомнить код доступа, но, пыхнув, вместо него наигрывает на кодовом замке мелодию «Funkytown».
- В мультсериале «Футурама» в эпизоде Amazon Women in the Mood (3 сезон, 1 серия) в летающем ресторане Морбо поёт «Funkytown» на сцене.
- В мультсериале «Симпсоны» (25 сезон, 3 серия) в самом начале на заставке есть упоминания на карте FunkyTown.